# Rolf mit'n Golf
Rolf mit'n Golf är den fjärde singeln av den tyska popduon De Plattfööt.

## Låtlista
1. Rolf mit'n Golf
2. Schlaf jetzt bloß nicht ein